# John Daly (Leichtathlet)
John Daly (John Joseph Daly; * 22. Februar 1880 in Ballgluin, County Galway; † 11. März 1969 in New York City, Vereinigte Staaten) war ein irischer Langstrecken- und Hindernisläufer, der bei zwei Olympischen Spielen das Vereinigte Königreich von Großbritannien und Irland repräsentierte.
1904 in St. Louis gewann er die Silbermedaille über 2590 m Hindernis. Bei den Olympischen Zwischenspielen 1906 in Athen erreichte er im Fünf-Meilen-Lauf als Dritter das Ziel, wurde aber disqualifiziert, weil er seinen Konkurrenten Edward Dahl behindert hatte. Im Marathonlauf dieser Spiele gab er verletzt auf.
Beim Cross der Nationen wurde er 1903 Dritter und 1904 sowie 1906 Vierter. 1904 wurde er US-Meister über zwei Meilen Hindernis, 1907 im Fünf-Meilen-Lauf und im Zehn-Meilen-Straßenlauf.